# Vriesea corcovadensis
Vriesea corcovadensis là một loài thuộc chi Vriesea. Đây là loài đặc hữu của Brasil.

## Giống
- Vriesea 'Deutscher Zwerg'
- Vriesea 'Gnom'
- Vriesea 'Komet'